# Mustafa Büyükkolancı
Mustafa Büyükkolancı (* 1949 in Isparta) ist ein türkischer Klassischer Archäologe.

## Leben
Nach dem Schulbesuch in Isparta studierte er ab 1967 Klassische Archäologie an der Universität Istanbul und schloss 1973 mit dem Magister ab. Ab 1975 arbeitet er am Ephesos-Museum Selçuk, insbesondere bei der Restaurierung und Grabungen an der Johanneskirche. 1996 wurde er an der Universität Istanbul promoviert. Von 2002 bis zu seinem Ruhestand 2016 war er Dozent an der Pamukkale Üniversitesi. 2004 leitete er Ausgrabungen in Adada, von 2003 bis 2007 unternahm er Grabungen in der Therme von Laodikeia am Lykos. Von 2007 bis 2019 leitete er die Ausgrabungen in der Johanneskirche in Ephesos.

## Veröffentlichungen (Auswahl)
- Zwei neugefundene Bauten der Johanneskirche von Ephesos: Baptisterium und Skeuophylakion. In: Istanbuler Mitteilungen 32, 1982, S. 236–257 (Digitalisat).
- Pisidia Bölgesi Tapınak Mimarisi. Istanbul 1996 (Dissertation; Digitalisat)
- Adada Pisidia'da Antik Bir Kent. Isparta1998 (Digitalisat).
- Zum Skeuophylakion der Johanneskirche von Ephesos. In: Efeso paleocristiana e bizantina – Frühchristliches und byzantinisches Ephesos (= Denkschriften. Österreichische Akademie der Wissenschaften. Philosophisch-historische Klasse Bd. 282). Verlag der Österreichischen Akademie der Wissenschaften, Wien 1999, ISBN 3-7001-2862-2, S. 100–103 (Digitalisat).
- mit Eugenio Russo: Sculture della prima basilica di San Giovanni a Efeso. Centro Italiano di Studi sull'Alto Medioevo, Spoleto 2011, ISBN 978-88-7988-958-2.
- St. John Church and Castle of Ayasuluk - Archaeological Guide. Ege Yayınları, Istanbul 2023, ISBN 978-625-8056-59-4.